# Chontio
Chontio (em georgiano:  ჭონთიო) é uma vila histórica no município de Ajmeta, na região georgiana da Caquécia, parte da região histórica de Tuchécia, a cerca de 50 quilômetros da cidade de Omalo. A aldeia foi incluída na lista de aldeias-fortalezas de Tuchécia, e recebeu o estatuto de Monumento Cultural de Importância Nacional da Geórgia.